# Michel Petrucciani
Michel Petrucciani, född 28 december 1962, död 6 januari 1999, var en fransk jazzpianist som föddes med sjukdomen osteogenesis imperfecta[källa behövs].

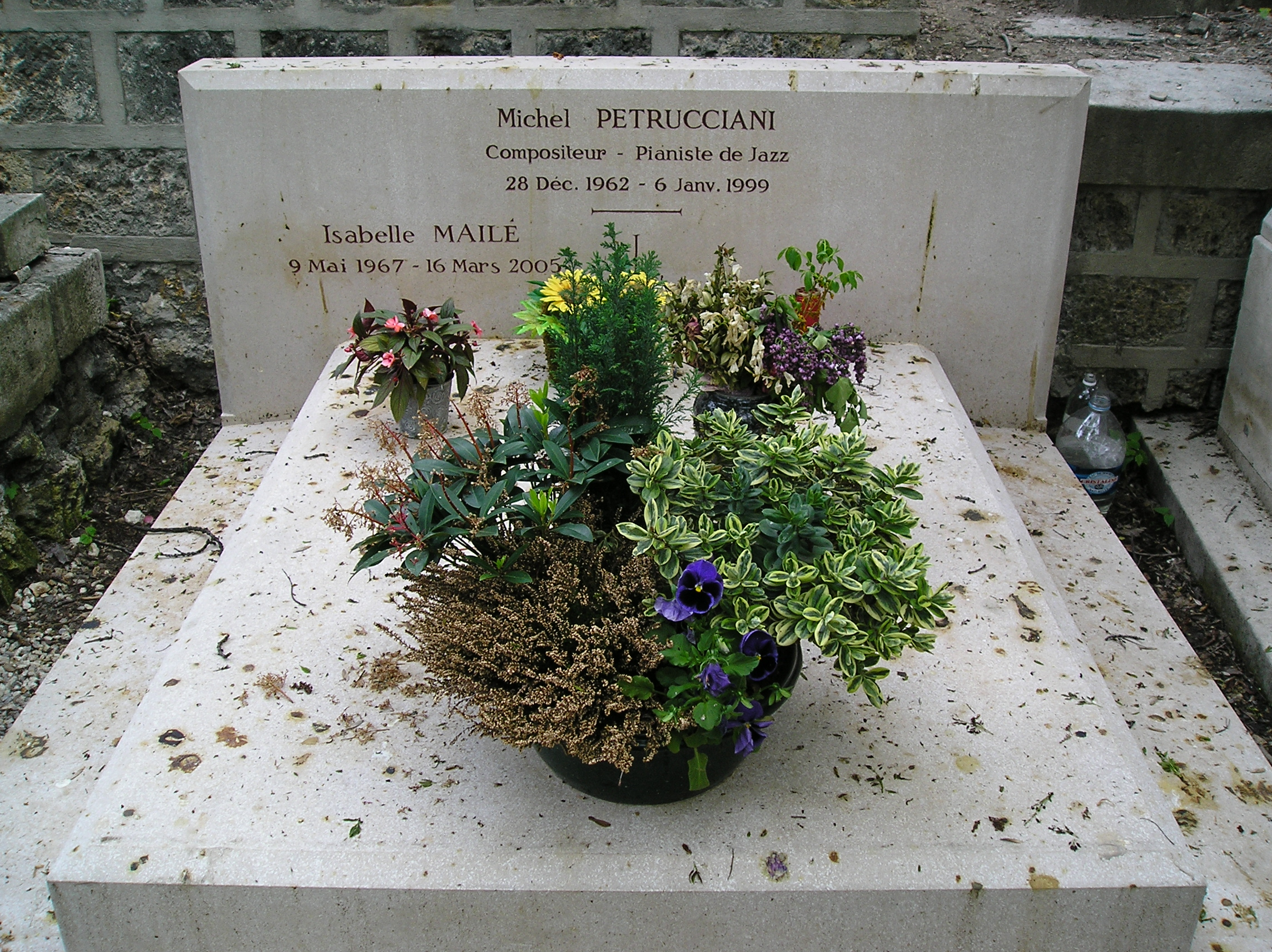
Michel Petruccianis grav på Père-Lachaise kyrkogården i Paris.